# Hawker Aircraft
Hawker Aircraft Limited war ein britischer Flugzeughersteller. Besondere Berühmtheit erlangten ihre Kampfflugzeuge wie die Hawker Hurricane und die Hawker Typhoon aus der Zeit des Zweiten Weltkrieges.

## Geschichte
Die Hawker Aircraft Ltd. wurde 1920 von Harry Hawker, Thomas Sopwith und Fred Sigist als „H.G. Hawker Engineering Co. Ltd“ gegründet. Vorgänger war die in Konkurs gegangene Sopwith Aviation Company. Es gab Produktionsstandorte in Kingston, Langley, Dunsfold und Blackpool. Im Jahr 1933 erfolgte die Umfirmierung in „Hawker Aircraft Ltd“, ein Jahr später die Übernahme von Gloster Aircraft Company.

### Hawker Siddeley
siehe Hauptartikel Hawker Siddeley

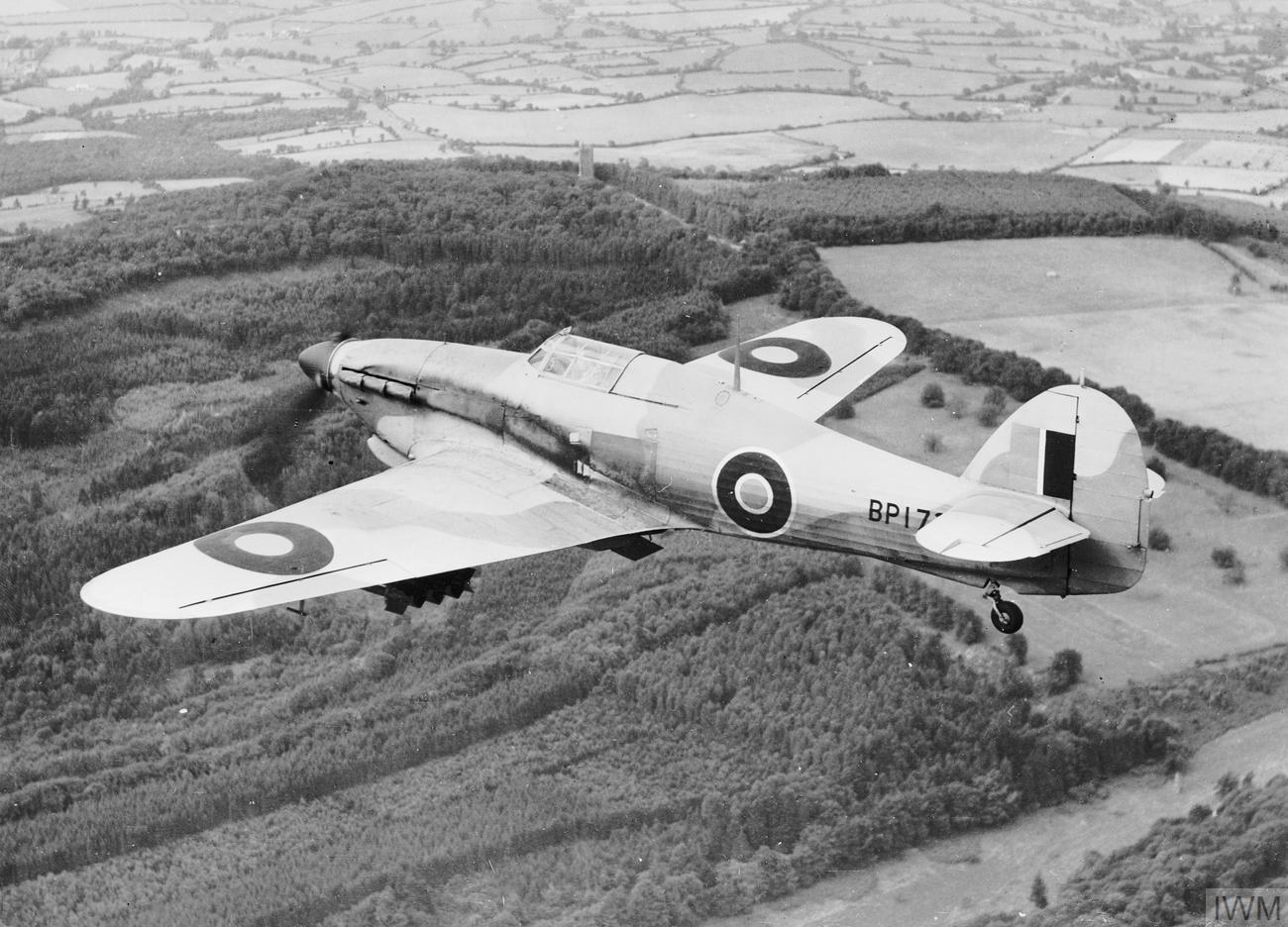
Hawker Hurricane

Im Jahr 1935 wurde das Unternehmen mit dem Motoren- und Fahrzeugbauer Armstrong Siddeley und dessen Tochter Armstrong Whitworth Aircraft vereinigt und in Hawker Siddeley Aircraft Ltd. umbenannt. Im selben Jahr wurde der Flugzeughersteller A. V. Roe and Company Teil des Konzerns.
Im Jahr 1960 kamen De Havilland und Blackburn Aircraft hinzu.
Hawker Aircraft setzte zunächst die Herstellung eigener Entwürfe unter eigenem Namen fort. Erst 1963 wurden die alten Bezeichnungen innerhalb der Hawker-Siddeley-Gruppe fallengelassen. Die Hawker P.1127 war das letzte Modell, das den Markennamen „Hawker“ erhielt.
Im Jahr 1977 endete die Firmengeschichte von Hawker Siddeley durch die Fusion mit BAC und Scottish Aviation zu British Aerospace. Der letzte Flugzeugtyp, der in Kingston entwickelt wurde, war die Hawker Siddeley Hawk. Dieser Typ wurde von British Aerospace und später McDonnell Douglas (USA) weiterentwickelt.
Das US-amerikanische Unternehmen Raytheon übernahm 1993 die Geschäftsflugzeug-Sparte von British Aerospace. Raytheon Aircraft (seit 2007 Hawker Beechcraft) produziert seitdem Geschäftsreisejets unter der alten Bezeichnung Hawker.

## Produkte

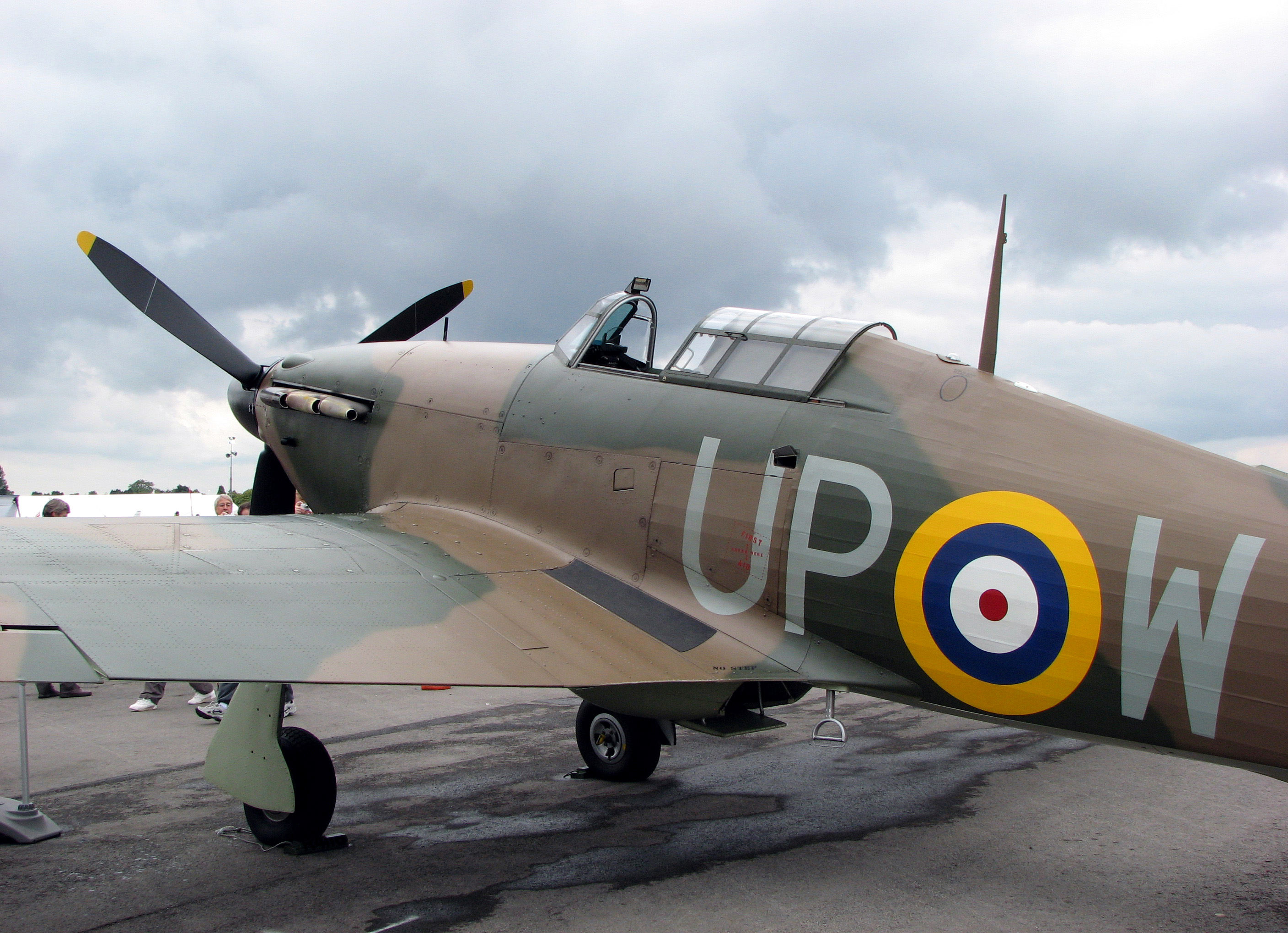
Hawker Hurricane Mk1

In der Zwischenkriegszeit stellte Hawker unterschiedliche Militärflugzeuge für die Royal Air Force her, darunter die Hawker Hind und die Hawker Hart. Während des Zweiten Weltkriegs kamen weitere Modelle hinzu, darunter die Hawker Hurricane.

### Flugzeuge
- Hawker Woodcock 1923
- Hawker Duiker 1923 Prototyp
- Hawker Cygnet 1924
- Hawker Hedgehog 1924 Prototyp
- Hawker Horsley 1925
- Hawker Heron 1925
- Hawker Hornbill 1925
- Hawker Danecock 1925
- Hawker Harrier 1927 Prototyp
- Hawker Hawfinch 1927
- Hawker Hart 1928
- Hawker F.20/27 1928 Prototyp
- Hawker Hoopoe 1928
- Hawker Tomtit 1928
- Hawker Hornet 1929
- Hawker Osprey 1929
- Hawker Nimrod 1930
- Hawker Fury 1931
- Hawker Audax 1931
- Hawker Demon 1933
- Hawker P.V.3 1934 Prototyp
- Hawker Hardy 1934
- Hawker Hind 1934
- Hawker P.V.4 1934 Prototyp
- Hawker Hartbeest 1935
- Hawker Hurricane 1935
- Hawker Hector 1936
- Hawker Henley 1937
- Hawker Hotspur 1938
- Hawker Tornado 1939
- Hawker Typhoon 1940
- Hawker Tempest 1942
- Hawker Sea Fury 1944
- Hawker Sea Hawk 1947
- Hawker P.1052 1948 Prototyp
- Hawker P.1081 1950 Prototyp
- Hawker P.1072 1950 Prototyp
- Hawker Hunter 1951
- Hawker P.1127 1960 Prototyp